# Азиатска райска мухоловка
Азиатска райска мухоловка (Terpsiphone paradisi) е вид птица от семейство Monarchidae.

## Разпространение
Видът е разпространен в Афганистан, Бангладеш, Бутан, Бруней, Виетнам, Индия, Индонезия, Камбоджа, Китай, Казахстан, Лаос, Малайзия, Мианмар, Непал, Пакистан, Русия, Сингапур, Таджикистан, Тайланд, Туркменистан и Шри Ланка.